# تيم ماكمولان
تيم ماكمولان (بالإنجليزية: Tim McMullan)‏ هو ممثل بريطاني، ولد في 1963 بلندن في المملكة المتحدة.

## أعمال

### أفلام
- (1997) العنصر الخامس[4][5][6][7]
- (2006) الملكة[8]

## وصلات خارجية
- تيم ماكمولان على موقع IMDb (الإنجليزية)
- تيم ماكمولان على موقع ألو سيني (الفرنسية)
- تيم ماكمولان على موقع أول موفي (الإنجليزية)
- تيم ماكمولان على موقع قاعدة بيانات الأفلام السويدية (السويدية)
- تيم ماكمولان على موقع قاعدة بيانات الفيلم (الإنجليزية)
- تيم ماكمولان على موقع كينوبويسك (الروسية)